# Mario Mattioli (giornalista)
Mario Mattioli (Poggio Renatico, 18 aprile 1946) è un giornalista, conduttore televisivo, dirigente sportivo e telecronista sportivo italiano.

## Carriera
Laureato in giurisprudenza, comincia la carriera giornalistica a Roma con l'emittente privata Teleregione. Dopo aver collaborato brevemente con la Fininvest e con la statunitense ABC, diventa giornalista professionista dal 1987, da quell'anno ha lavorato per la Rai come telecronista di calcio e pugilato e come inviato di 90⁰ minuto e di sette edizioni dei Giochi olimpici, sei mondiali e sei europei di calcio, tre mondiali e due europei di atletica e tre Giochi del Mediterraneo. Lavora dapprima al TG2 Sport poi alla Testata Giornalistica Sportiva (TGS), diventata in seguito Rai Sport. Ha condotto trasmissioni sportive come Sabato Sport, Sabato Sprint, La Domenica Sportiva estate, Domenica Sprint, 90º minuto serie B, Il pallone di tutti.
È stato telecronista del Pugilato Rai dal 1990 commentando trentadue titoli mondiali, cinquantaquattro europei e l'oro olimpico di Cammarelle.
È il fondatore della squadra di pallavolo femminile Roma Pallavolo, che milita in Serie A2. Mario Mattioli, in collaborazione con la Rai, organizza dal 1994 il Trofeo Mimmo Fusco, quadrangolare di pallavolo femminile che dal 2015 si disputa a Busto Arsizio (VA) e viene trasmesso in diretta da Rai Sport 1 nella prima quindicina di gennaio.
Negli anni '80 partecipa a vari film di carattere sportivo, fra i quali Il tifoso, l'arbitro e il calciatore, Paulo Roberto Cotechiño centravanti di sfondamento e Bomber.